# Belebey (geslacht)
Belebey is een geslacht van uitgestorven bolosauride ankyramorfe parareptielen die soorten bevatten die bekend zijn uit het Laat-Carboon (Gzhelien) of Vroeg-Perm (Asselien) tot Guadalupien (Midden-Perm) van Europa (Rusland, Frankrijk) en Azië (China, Qingtoushanformatie).

## Naamgeving
De typesoort Belebey vegrandis werd in 1973 benoemd door Iwachnenko. De geslachtsnaam verwijst naar de stad Belebey. De soortaanduiding betekent 'niet al te groot' in het Latijn.
Het holotype is  PIN 104/50, een bovenkaaksbeen met verhemeltebeen, werd gevonden in de Belebeyformatie. In 1987 werd ook een skelet beschreven.
Twerdotsjlebowa benoemde in 1087 een Belebey maximi. De soortaanduiding verwijst naar de grotere omvang. Het holotype is SGU 104/B-2027, een dentarium gevonden bij Saray Gir. Deze soort is wel gezien als een jonger synoniem van B. vegrandis.
in 2008 werd Belebey chengi benoemd door Müller en Reisz. De soortaanduiding eert Cheng Zhengwu als ontdekker. Het holotype is IVPP IG CAGS V 331, een rechterbovenkaaksbeen gevonden in Gansu in een laag van de Xidagouformatie.
In 2012 benoemde Falconnet een Belebey augustodunensis. De soortaanduiding verwijst naar de herkomst bij Autun, het oude Augustodunum. Het holotype is  MNHN.F.AUT 891, een linkerbovenkaaksbeen en mogelijk rechteropperarmbeen.
In 2022 werd Belebey shumovi benoemd door Boelanow. De soortaanduiding eert I.S. Sjoemow. Het holotype is RAS, PIN 4312/4, een linkerbovenkaaksbeen gevonden bij  Sidorowy Gory.

## Beschrijving
Belebey vegrandis werd niet meer dan vijfendertig centimeter lang maar B. chengi kan zestig centimeter lang geworden zijn.
De schedel kenmerkt zich door een heterodont gebit dat aangepast is aan het eten van planten, horizontaal lange onderste slaapvensters en een secundair verhemelte, een aanpassing om langdurig voedsel te kauwen.

## Fylogenie
Het volgende cladogram toont de fylogenetische positie van de Bolosauridae, naar een studie van Johannes Müller, Li Jin-Ling en Robert R. Reisz, 2008.
|  | Bolosaurus grandis  |
|  |                     |
|  | Bolosaurus striatus |
|  |                     |

|  | Belebey chengi    |
|  |                   |
|  | Belebey maximi    |
|  |                   |
|  | Belebey vegrandis |
|  |                   |

|  | Bolosaurus grandis  |
|  |                     |
|  | Bolosaurus striatus |
|  |                     |

|  | Belebey chengi    |
|  |                   |
|  | Belebey maximi    |
|  |                   |
|  | Belebey vegrandis |
|  |                   |

|  | Bolosaurus grandis  |
|  |                     |
|  | Bolosaurus striatus |
|  |                     |

|  | Belebey chengi    |
|  |                   |
|  | Belebey maximi    |
|  |                   |
|  | Belebey vegrandis |
|  |                   |

|  | Bolosaurus grandis  |
|  |                     |
|  | Bolosaurus striatus |
|  |                     |

|  | Belebey chengi    |
|  |                   |
|  | Belebey maximi    |
|  |                   |
|  | Belebey vegrandis |
|  |                   |